# Johan Grøttumsbråten
Johan Grøttumsbråten (Sørkedalen, Noruega 1899 - Oslo 1983) fou un esportista noruec especialitzat en combinada nòrdica.

## Carrera esportiva
Especialista en combinada nòrdica, disciplina que combina l'esquí de fons i el salt amb esquís, participà en els Jocs Olímpics d'Hivern de 1924 disputats a Chamonix (França) i guanyà la medalla de plata en la prova de 18 quilòmetres d'esquí de fons i dues medalles de bronze en les proves de 50 quilòmetres i de combinada nòrdica.
En els Jocs Olímpics d'Hivern de 1928 realitzats a Sankt Moritz (Suïssa) participà en les proves de 18 quilòmetres d'esquí de fons i combinada nòrdica, guanyant la medalla d'or en ambdues disciplines. En els Jocs Olímpics d'Hivern de 1932 realitzats a Lake Placid (Estats Units) tornà a participar en les dues mateixes disciplines, aconseguint la medalla d'or en la prova de combinada nòrdica i finalitzant sisè en la prova de 18 quilòmetres d'esquí de fons.
Participà, així mateix, en els Campionats del Món d'esquí nòrdic, aconseguint guanyar la medalla d'or en combinada nòrdica en les edicions de 1926 i 1931, així com en la prova de 18 km. d'esquí de fons en l'edició de 1932. Se'l considera com un heroi nacional.